# Фінська мова
Фі́нська мо́ва (фін. suomen kieli) — одна з фіно-угорських мов, поширена у Фінляндії, в Карелії, Естонії, Швеції, Норвегії, США, Канаді. Одна з двох (нарівні зі шведською) офіційних мов Фінляндії.

## Історія
Перші племена, що прийшли на територію Фінляндії, розмовляли т. зв. фінсько-саамською мовою. Згодом під впливом племен, що жили на узбережжі Балтійського моря, ці мови розділилися (бл. 1000 р. до н. е.).
Вплив германських мов на фінську розпочався ще за бронзової доби. Доведено, що в давнину фіни запозичили:
- у германців: äiti (мати), ruhtinas (князь), murha (вбивство)
- у балтів: puuro (каша), perkele (чорт), meri (море)
- у слов'ян: ikkuna (вікно)

У залізну добу сформувалися фінські діалекти, що ними розмовляли фінські племена суомі (власне фінська мова), гяме (діалект провінції Гяме) та карели (карельська мова).
Після того, як Швеція підкорила Фінляндію, фінське населення прийняло католицизм. Фінські вельможі того часу розмовляли шведською мовою, духовенство надавало перевагу латині, а купці — німецькій мові. Фінською мовою розмовляли селяни.
У розвитку літературної фінської мови виділяють два періоди: давньофінська мова (1540 — 1820) та новофінська мова (з 1820 року). Перший період розпочався зі створення абетки на основі латинки та виходу фінського перекладу Євангелія, що їх виконав єпископ Мікаель Аґрікола. На першому етапі давньофінського періоду (до 1640 року) уніфіковано давньофінську літературну мову; в основу її Аґрікола поклав південно-західний діалект Фінляндії, що побутував ув околицях міста Турку. На цьому діалекті відбився також вплив ємського діалекту — зі Східної Фінляндії.
Давньофінська мова залишалася мовою церкви аж до XX століття. До визволення Фінляндії від шведського панування, що сталося 1809 року, розвиток фінської мови загальмовано нерівноправним мовним становищем, бо офіційною мовою Фінляндії була лише шведська мова. На раннім етапі новофінської мови (до 1870 року) вона подолала орієнтацію на південно-західні діалекти та наблизилася до народної розмовної мови. Формально фінська мова 1863 року здобула рівні права зі шведською. Відтоді її почали викладати у школах та університетах, нею почали друкувати газети, художню літературу. 1919 року фінську мову проголошено офіційною мовою Фінляндії.

## Поширеність та діалекти

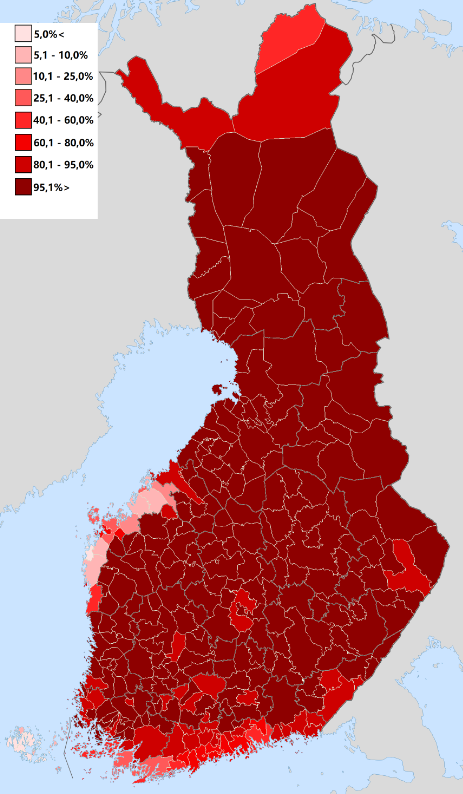
Частка фінськомовних у муніципалітетах Фінляндії станом на 2020 рік

Райони Центральної та Південної Швеції з фінськомовним населенням (2005)

На території Фінляндії виділяють вісім основних діалектів: південно-західний (суоме), ємський (хяме), перехідний між ними південно-ботнічний, середньо-ботнічний, північно-ботнічний, північний, савоський (саво), південно-східний.
Класифікація фінських діалектів є делікатною темою і має політичний відтінок з часів здобуття Фінляндією незалежності в 1917 р. Це особливо стосується карельської мови в Росії та мянкіелі у Швеції, якими користуються національні меншини. Карельська мова відрізняється від стандартної фінської, вона також має власну орфографію. З іншого боку, мянкіелі — це північний діалект, зрозумілий мовцям будь-якої фінської говірки, яка набула статусу мови національної меншини з історичних та політичних причин — незалежно від того, що фінська також є офіційною мовою національних меншин у Швеції.
Відмінності між фінськими діалектами незначні. Різноманітні діалекти відрізняються майже виключно вимовою. Їх можна розділити на дві основні групи: західну та східну.
Найважливіша відмінність між східними та західними діалектами — це різниця у вимові звуку d — у Західній Фінляндії воно передається за допомогою l або r (tehrä замість tehdä) у східнофінських діалектах цей звук випадає (tehä замість tehdä). У південно-західних діалектах голосні часто опускаються, особливо в кінці слів (snääks замість sinäksi), тоді як у східних діалектах вводяться голосні (colome замість kolmea).
Під час останнього на сьогодні Всеросійського перепису населення близько 1000 осіб у Росії заявили, що розмовляють фінською мовою як рідною; однак значно більша кількість — 14 000 — заявили, що володіють нею.

## Граматика й синтаксис
Фінська мова — аглютинативна мова номінативного ладу з великою кількістю елементів флективності (закінчень). Фонологічна система має 8 голосних та 13 приголосних фонем (звуків), кожна з яких має протиставлення за ступенем довжини (короткі та довгі: a — aa, o — oo, t — tt, p — pp та інші), окрім j, v, h, d.
Мові властива гармонія голосних (сингармонізм) за рядом: a, o, u (заднього ряду); ä, ö, y (переднього ряду); e, i (нейтральні). Кількість голосних фонем росте також завдяки 16-тьом дифтонгам (буквосполученням) — ai, oi, au, ou, äy, öy, ei, uo, yö, ie та інші.
Категорія роду відсутня. Система відміни імен має 14 відмінків, а особові займенники до того ж мають акузатив (знахідний відмінок). Дієвідміна ділиться на — актив (означено-особова) i пасив (неозначено-особова); має 4 способи (дійсний, умовний, наказовий, можливий), 4 форми часу (теперішній, минулий недоконаного виду (імперфект), минулий доконаного виду (перфект), давноминулий (плюсквамперфект), 3 особові форми в однині та множині; 4 дієслівних інфінітиви (неозначена форма) поєднують у собі деякі іменні показники — відмінкові та особово-присвійні суфікси. Синтаксис має відносно вільний порядок слів у реченні.

## Письмо
Писемність на основі латиниці.
|    | назва           | вимова | український відповідник |
| -- | --------------- | ------ | ----------------------- |
| Aa | aa              | [a]    | а                       |
| Bb | bee             | [b]    | б                       |
| Cc | see             | —      | —                       |
| Dd | dee             | [d]    | д                       |
| Ee | ee              | [e]    | е                       |
| Ff | äf, ef          | [f]    | ф                       |
| Gg | gee             | [g]    | ґ                       |
| Hh | hoo             | [h]    | г                       |
| Ii | ii              | [i]    | і, й                    |
| Jj | jii             | [j]    | й                       |
| Kk | koo             | [k]    | к                       |
| Ll | äl              | [l]    | л                       |
| Mm | äm, ämmä        | [m]    | м                       |
| Nn | än, ännä        | [n]    | н                       |
| Oo | oo              | [o]    | о                       |
| Pp | pee             | [p]    | п                       |
| Qq | kuu             | —      | —                       |
| Rr | är              | [r]    | р                       |
| Ss | äs              | [s]    | с                       |
| Šš | äš              | [ʃ]    | ш                       |
| Tt | tee             | [t]    | т                       |
| Uu | uu              | [u]    | у                       |
| Vv | vee             | [v]    | в                       |
| Ww | kaksois-vee     | [v]    | в                       |
| Xx | äks             | [ks]   | кс                      |
| Yy | yy              | [y]    | ю                       |
| Zz | tset, tseta     | [ts]   | ц                       |
| Žž |                 | [ʒ]    | ж                       |
| Åå | ruotsalainen oo | [o]    | о                       |
| Ää | ää              | [æ]    | я                       |
| Öö | öö              | [ø]    | е, ьо, йо               |

## Приклад
«Заповіт» Т.Шевченка фінською мовою (переклав Мартті Лайне)
| Kun mä kuolen — leposija Ukrainassa suokaa, aavan aron keskelle mun hautakumpuin luokaa. Jotta Dneprin kohistessa nauttisin mä rauhaa, jotta sinne kuulisin, kun joki vanha pauhaa Vihollisen verta alkaa virta viedä milloin, Ukrainasta — haudastani minä nousen silloin. Rukoilemaan Jumalan luo menen sitten vasta, — siihen saakka välitä en minä Jumalasta Haudatkaa ja sorron kahleet lyökää voimain takaa Vihollisen kuumin hurmein arot pirskottakaa Ja kun yhteen yhtyy perhe uusi, suuri, vapaa — muistolleni sana hellä, hyvä omistakaa. | Як умру, то поховайте Мене на могилі Серед степу широкого На Вкраїні милій, Щоб лани широкополі, І Дніпро, і кручі Було видно, було чути, Як реве ревучий. Як понесе з України У синєє море Кров ворожу... отойді я І лани і гори — Все покину, і полину До самого Бога Молитися... а до того Я не знаю Бога. Поховайте та вставайте, Кайдани порвіте І вражою злою кров’ю Волю окропіте. І мене в сем’ї великій, В сем’ї вольній, новій, Не забудьте пом’янути Незлим тихим словом. |

Джерело: Т. Г. Шевченко, Заповіт мовами народів світу, К.: Наукова думка, 1989.